# Burg Kybfelsen

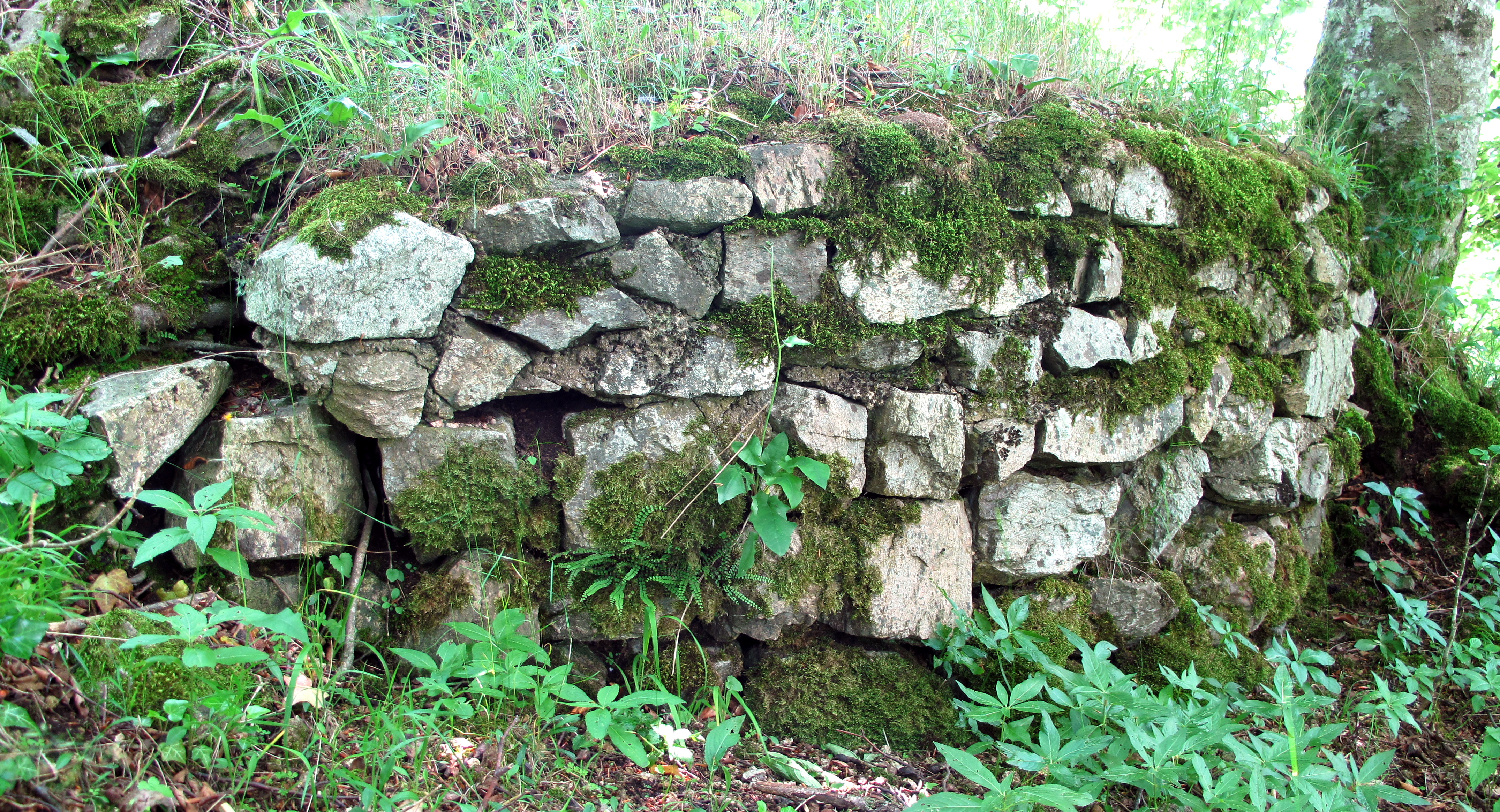
Mauerrest auf dem nördlichen Felskopf

Die Burg auf dem Kybfelsen ist eine abgegangene Spornburg auf dem Gebiet der kreisfreien Stadt Freiburg im Breisgau in Baden-Württemberg.

## Geographische Lage
Die geringen Reste der Burg Kybfelsen liegen 820,8 m ü. NN auf einem Bergrücken zwischen den heutigen Freiburger Stadtteilen Günterstal und Kappel. Etwa 2 Kilometer vom Kloster Günterstal entfernt und zirka 500 Höhenmeter über dem Tal gelegen, erhebt sich die Burgstelle auf einem frei sichtbaren, steilen Gneisfels. Heute ein beliebtes Ausflugsziel bietet die Burgstelle einen weiträumigen Panoramablick, der vom Feldberg bis zum Schönberg im Westen, zum Schauinsland im Süden, in das Kappler Tal und bis weit in die Breisgauer Bucht hinaus reicht. Sie ist nicht zu verwechseln mit dem Schloss Kyburg südlich von Winterthur.

## Geschichte
Eine Spornburg auf dem Kybfelsen wird in der Chronik des Matthias von Neuenburg aus der Mitte des 14. Jahrhunderts erwähnt. Der Name „Kyburg“ taucht erstmals 1484 im Weistum von Kappel auf. Erbrachtes Fundmaterial aus Grabungen an der Burgstelle, in den 1920er Jahren durch Otto Kantorowicz, belegen die Existenz der Anlage bereits während der Zeit der Zähringer Herrschaft im Breisgau des späten 11. bzw. frühen 12. Jahrhunderts. Lesekeramikfunde, die sich in das 12. und frühe 13. Jahrhundert datieren lassen, vervollständigen die Sicht auf den Nutzungszeitraum des befestigten Platzes. Neuere Oberflächenfunde verweisen zudem auf eine bereits frühe, zumindest temporäre bronzezeitliche Besiedlung des Felsen. Zur Frage der genauen Gründungszeit sowie der Erbauer bzw. Besitzer der Burg gibt es keine gesicherten Erkenntnisse. Ein Zusammenhang mit den Grafen von Kyburg, deren Herrschaftschwerpunkte in der heutigen Nord- und Ostschweiz lagen, gilt heute als fraglich. Aufgrund des vorhandenen Fundmaterials wird das Ende der Burg in der ersten Hälfte des 13. Jahrhunderts angenommen.

## Beschreibung
Die kleine Burganlage erhob sich auf zwei Felsen, die durch einen schmalen Bergkamm verbunden sind. Vom nördlichen Felskopf bis zur etwas flacheren Erhebung im Süden erstreckte sie sich auf einer Länge von etwa 70 Meter, wobei sie im Süden mit etwa 30 Meter ihre maximale Breite erreichte. Auf dieser südlichen Zugangsseite wurde sie durch eine breite Mauer geschützt, von der nur noch geringste Reste im Erdreich zu erkennen sind. Auf der Ostseite durch einen sogenannten „Ostbau“ begrenzt, der heute nicht mehr nachweisbar ist, lehnte sie sich im Südwesten an die aufsteigende Felswand, die in einer künstlich verebneten, plattformähnlichen Fläche auf der Spornspitze mündet. Fundamentspuren sowie ein wieder aufgesetzter Mauerabschnitt deuten hier auf ein möglicherweise turmartiges, im Grundriss von Kantorowicz aus dem Jahr 1929, als „Südturm“ bezeichnetes Bauwerk hin. Der schmale Verbindungskamm zum nördlichen Felskopf wurde zur Westseite hin von einem langen Mauerabschnitt flankiert, der in den 1920er Jahren noch klar zu erkennen war, heute aber vollständig zerfallen scheint. Auf der Ostseite genügte wohl der natürliche Felsabsturz als Schutz; für das Vorhandensein einer Ostmauer fehlen Nachweise. Reste von Mauerwerk haben sich vor allem auf dem nördlichen Felskopf erhalten. An dessen höchster Stelle lassen sich noch Spuren eines 8 Meter breiten Turmstumpf mit bis zu 2 Meter starkem Mauerwerk erkennen. Vorgelagert ein 12 Meter tiefer und 3,5 Meter breiter, natürlicher Felsspalt mit künstlich ausgehauener Sohle, der offensichtlich die Funktion eines Halsgrabens übernahm.